# Orgellandschaft Ostpreußen

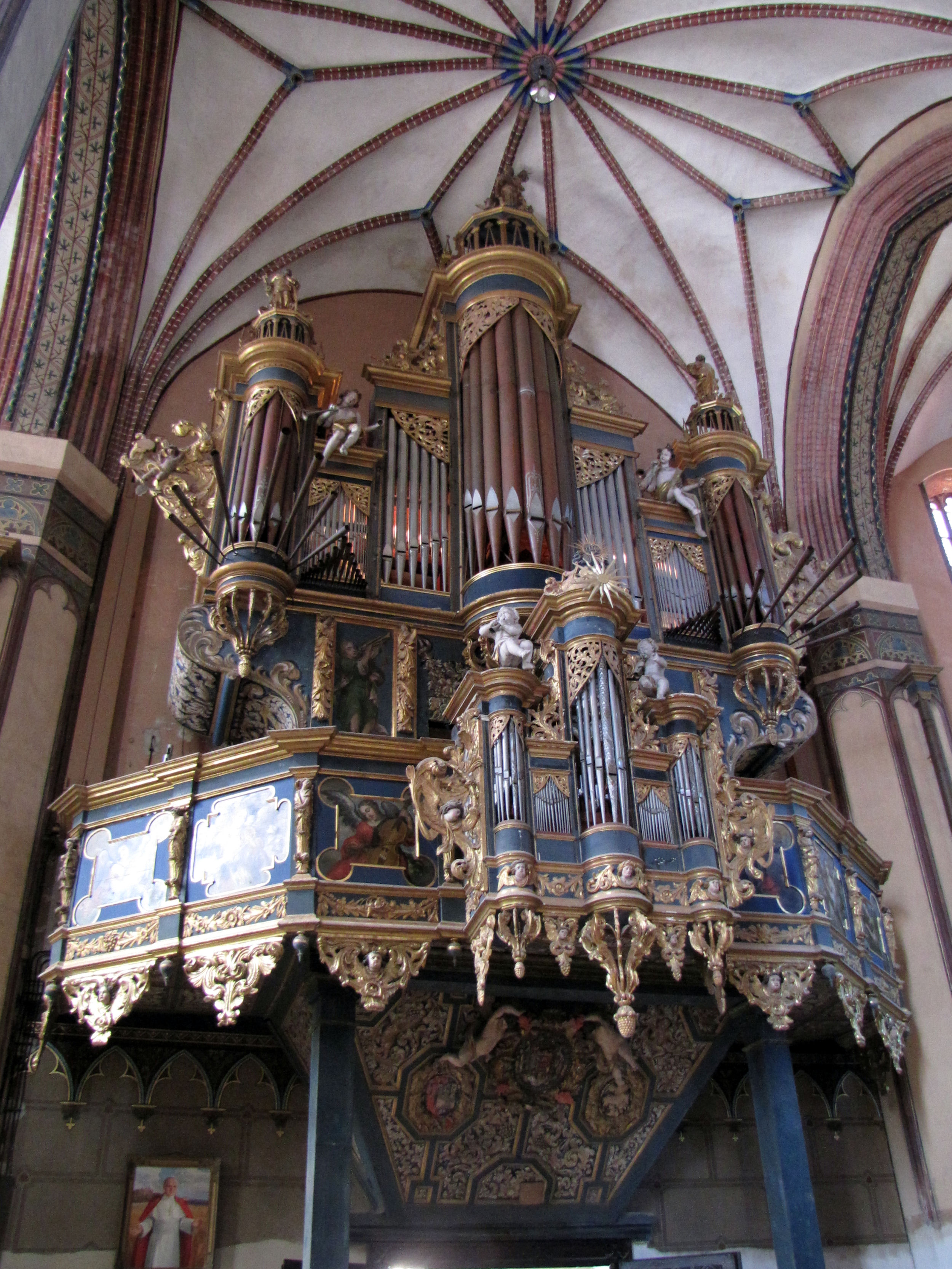
Barockprospekt im Frauenburger Dom

Die Orgellandschaft Ostpreußen umfasst Orgeln und Orgelbauer in der historischen Provinz Ostpreußen von 1333 bis 1945.

## Territorium
Die Provinz Ostpreußen ging aus dem Herzogtum Preußen und dem Fürstbistum Ermland hervor. 1920 kam das Memelland an Litauen.
Der nördliche Teil bildet seit 1945 die russische Oblast Kaliningrad, der südliche kam zur polnischen Woiwodschaft Ermland-Masuren.

## Geschichte

### 14. bis 17. Jahrhundert
Im Jahr 1333 wurde bei den Planungen zum Bau des Königsberger Doms erstmals eine Orgel im Ordensland Preußen erwähnt. 1350 wurde eine in Marienwerder, 1380 eine in Frauenburg und 1393/95 eine in Bartenstein erwähnt, von letzterer waren Teile bis 1945 erhalten.
Im 16. Jahrhundert wirkten Hans Hauck in Bartenstein und Braunsberg, "Jakob Orgelmacher", Jürgen Engelwein und Valentin Petsch in Königsberg. Die Brüder Michael, Joachim und Adrian Zickermann schufen Orgeln zwischen 1574 und 1623, unter anderem für die Altstädtische Kirche in Königsberg, die Lutherkirche in Insterburg und die Deutsche Kirche in Memel. Die Erbauer der neuen Orgel im Königsberger Dom von 1587 sind allerdings unbekannt. Diese war mit 59 Registern und drei Manualen eine der größten ihrer Zeit.
Im 17. Jahrhundert waren Johann Kaul in Heiligenbeil, Christian Neumann in Wormditt, Joachim Thiele in Rastenburg Kętrzyn und David Trampp in Tilsit und Königsberg tätig. Johann Werner aus Elbing schuf 1653 einen Neubau in Bartenstein (II/P, 37), der bis 1945 erhalten war. Auch in Mohrungen gab es eine Werkstatt, die 1690 von Matthias Obuch übernommen wurde. Die älteste teilweise erhaltene Orgel in Ostpreußen steht in Angerburg (Węgorzewo) von Joachim Thiele aus dem Jahr 1680.

### 18. Jahrhundert

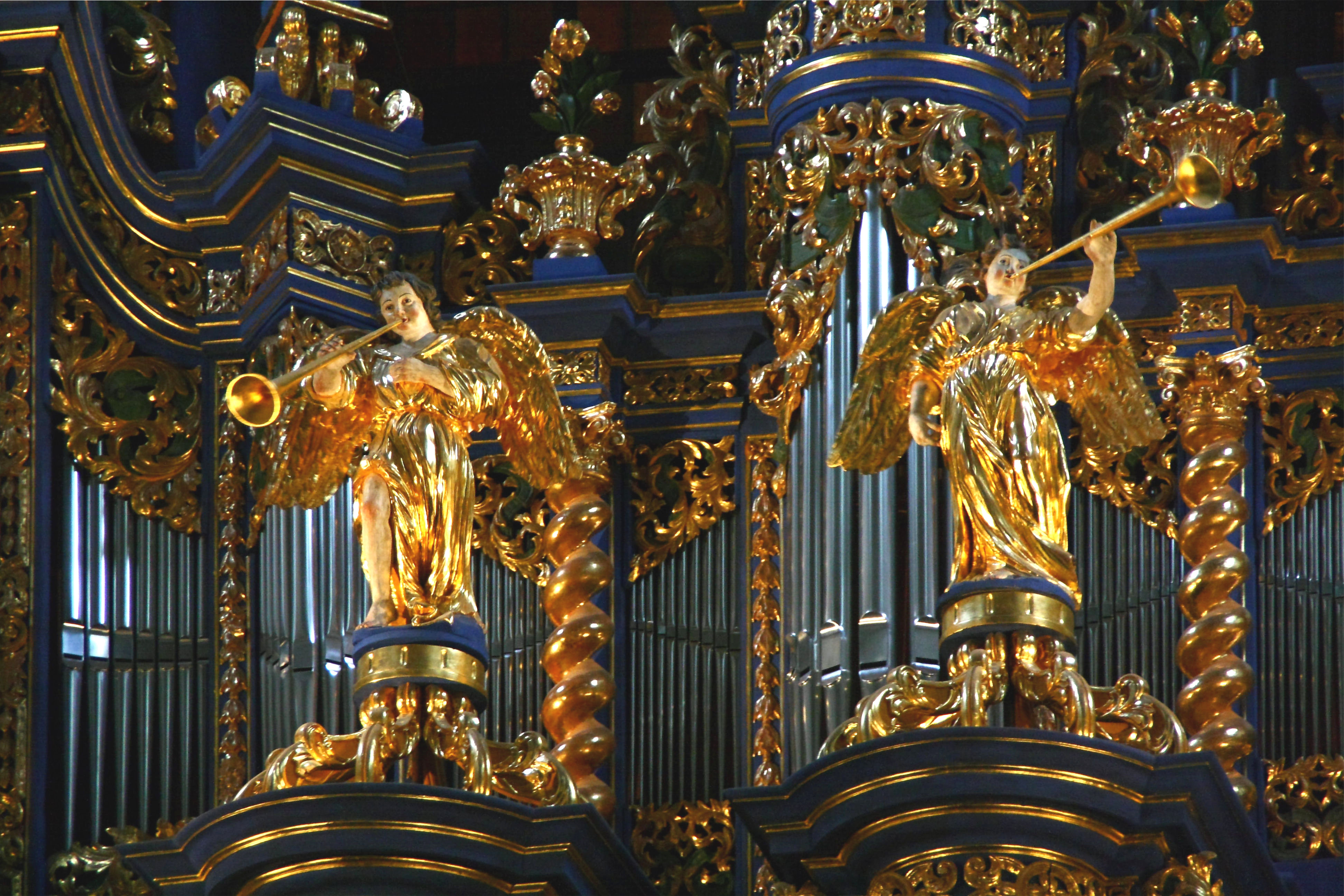
Bewegliche Engel am Mosengel-Prospekt in Heiligelinde

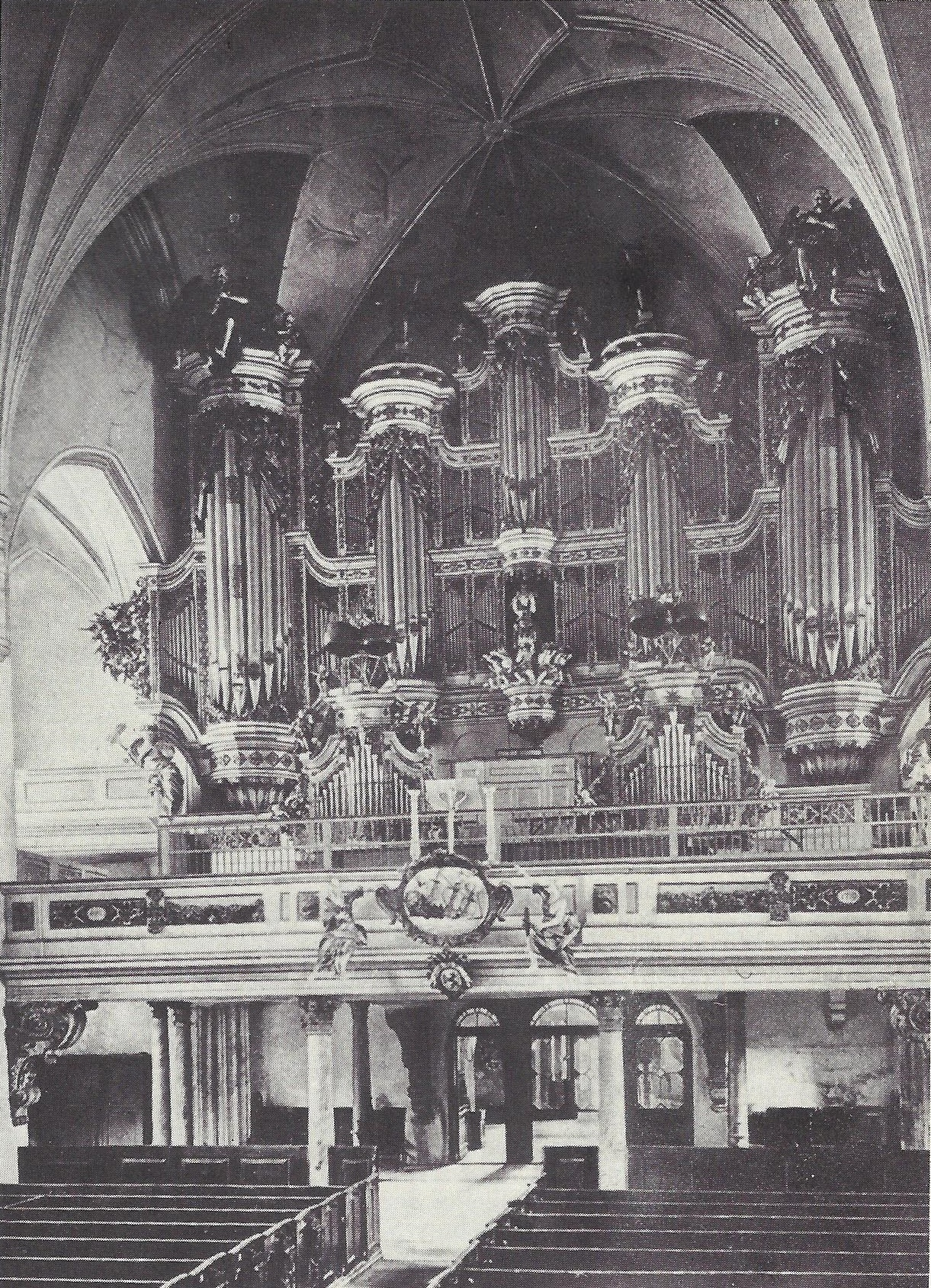
Orgel im Königsberger Dom, 1920er Jahre

1698 wurde Johann Josua Mosengel zum preußischen Hoforgelbauer ernannt. Der ostpreußische Schnitger schuf 37 Neubauten, von denen Prospekte in Heiligelinde und Passenheim erhalten sind, sowie 28 Umbauten und Reparaturen. Dessen Nachfolger wurde seit 1731 sein Schwiegersohn Georg Sigismund Caspari, der unter anderem Neubauten für die Königsberger Schlosskirche und Burgkirche schuf.
1741 übernahm dessen Cousin Adam Gottlob Casparini die Werkstatt und schuf 43 Orgeln in Ostpreußen und Litauen, von denen eine in Vilnius und Teile in Mühlhausen erhalten sind. Dessen Schüler Johann Preuß schuf 30 Neubauten, von denen die Prospekte in Insterburg (1766) und Königsberg-Löbenicht (1782) bis 1945 erhalten blieben. Ein weiterer Schüler Christoph Wilhelm Braveleit schuf 1790–1794 drei Orgelneubauten in Königsberg.

### 19. und frühes 20. Jahrhundert
Im frühen 19. Jahrhundert mussten nach den Kriegen von 1807 und 1813 zahlreiche Orgeln neu gebaut oder repariert werden. In viele Instrumente wurde zudem ein Pedalwerk eingebaut. Die wichtigsten Orgelbauerfamilien dieser Zeit waren Scherweit und Johann Rohn. Als bekannte auswärtige Orgelbauer waren in Ostpreußen Friedrich Ladegast mit einem Instrument in Memel (1856/58) und Carl August Buchholz mit drei Neubauten tätig. Wilhelm Sauer aus Frankfurt/Oder eröffnete 1860 eine Filiale in Königsberg und baute etwa 140 neue Orgeln in Ost- und Westpreußen bis 1937.
Ab 1859 wirkten die Brüder Terletzki vom westpreußischen Elbing aus auch in Ostpreußen, 1871 eröffnete Max Terletzki eine Firma in Königsberg, die etwa 130 Neu- und Umbauten bis 1898 herstellte. Bruno Goebel schuf als Nachfolger etwa 300 Neu- und Umbauten bis 1944 und war der prägende ostpreußische Orgelbauer seiner Zeit. Er baute fast ausschließlich pneumatische Trakturen in neue und vorhandene Instrumente ein. Carl Novak baute sehr preisgünstige Orgeln, die allerdings von eingeschränkter Qualität waren. Karl Kemper aus Lübeck eröffnete um 1931 eine Filiale in Bartenstein und schuf neben etlichen Neubauten auch sehr fachkundige Restaurierungen und Umbauten. Seine Orgel in der Altstädtischen Kirche in Königsberg von 1943 war die größte jemals in Ostpreußen gebaute mit 71 Registern. Im 19. und 20. Jahrhundert wurden die meisten Barockorgeln ersetzt oder umgebaut, aus fachlicher Perspektive oft zum Nachteil.

### Nach 1945
Nach 1945 blieben im polnischen Teil Ostpreußens trotz Kriegsschäden und Plünderungen viele Orgeln zumindest teilweise erhalten. Einige wurden restauriert, andere umgebaut oder ersetzt.
Die größte historische Orgel befindet sich im Frauenburger Dom, die größte Barockorgel in Pasłęk (Preußisch Holland).
Im nördlichen russischen Teil gingen alle Orgeln im Laufe der folgenden Jahre vollständig verloren. Seit 1975 wurden einige wenige neu gebaut. 2007 wurde der Prospekt der ehemaligen Mosengel-Orgel im Königsberger Dom rekonstruiert und mit einem neuen Werk versehen.

## Orgeln

### Woiwodschaft Ermland-Masuren
Im polnischen Teil Ostpreußens sind zahlreiche historische Orgeln oder Orgelprospekte erhalten. Die bedeutendste ist die Hildebrandt-Orgel in Pasłęk (Preußisch Holland) von 1717/19, die fast vollständig erhalten ist. Die älteste erhaltene Orgel befindet sich in Węgorzewo (Angerburg) von Joachim Thiele von 1648. Weitere Barockorgeln stehen in Jelonki (Hirschfeld) und Wieliczki (Wielitzken). Außerdem  sind einige historische Prospekte erhalten, darunter im Frauenburger Dom.
Viele historische Orgeln wurden restauriert.
Die Angaben geben den Stand 1945 wieder, bei restaurierten Instrumenten den aktuellen Stand.
Nicht mehr vorhandene Instrumente sind kursiv gesetzt.
| Ort                         | Gebäude                           | Bild | Erbauer                | Jahr           | Manuale | Register | Bemerkungen |
| --------------------------- | --------------------------------- | ---- | ---------------------- | -------------- | ------- | -------- | --- |
| Angerburg (Węgorzewo)       | St. Peter und Paul                |      | Joachim Thiele         | 1680           | III/P   | 27       | älteste teilweise erhaltene Orgel Ostpreußens, restauriert → Orgel |
| Braunsberg (Braniewo)       | St. Katharina                     |      | Bruno Goebel           | 1909           |         | 42       | in Barockprospekt von Mosengel von 1726, 1945 zerstört |
| Frauenburg (Frombork)       | Dom                               |      | E. Kemper & Sohn       | 1935           | III+I/P | 35+13    | Haupt- und Chororgel von gemeinsamem Spieltisch über Steuerungskabel spielbar, in Barockprospekt von Daniel Nitrowski von 1685, 1970 auf IV+I/P/49+13 durch Kamiński erweitert → Orgel                                |
| Grunau (Gronowo)            | Ev. Kirche                        |      | Johann Josua Mosengel  | 1698/99        | I/P     |          | 1866 Pedal, 1944/45 zerstört |
| Heiligelinde (Święta Lipka) | Wallfahrtskirche                  |      | Bruno Goebel           | 1905           | II/P    | 36       | in einem Barockgehäuse mit einer Vielzahl beweglicher Engel von Mosengel. 2009 Restaurierung durch S. Sauer, Westf.                                                                                                   |
| Heilsberg (Lidzbark)        | Schlosskapelle                    |      | Mollin                 | 1971           | I       | 8        | Prospekt von 1760 erhalten (Johann Preuß?), 1945 fast vollständig ausgeplündert, 1971 Rekonstruktion nach historischer Disposition                                                                                    |
| Hirschfeld (Jelonki)        | Kirche Heiliges Herz              |      | Andreas Hildebrandt    | um 1725        | I       | 11       | erhalten |
| Landsberg (Górowo Iławskie) | Kreuzerhöhungskirche              |      | ?                      | 1895 oder 1913 |         |          | in Barockprospekt von Mosengel von 1701, 1974 abgerissen |
| Leunenburg (Sątoczno)       | Christ-König-Kirche               |      | Max Terletzki          | 1886           | II/P    | 23       | in Barockprospekt, in den Casparini 1745 schon eine Orgel gesetzt hatte. |
| Mühlhausen (Młynary)        | Ev. Kirche                        |      | Adam Gottlob Casparini | 1741–1744      | I/P     | 21       | Holzpfeifen und Gehäuse teilweise erhalten, 1971 Wiederherstellung, nicht nach historischen Gesichtspunkten |
| Nikolaiken (Mikołajki)      | Dreifaltigkeitskirche             |      | Johann Scherweit       | 1842           | II/P    | 19       | ursprünglich I/P, 15?, 1895 Erweiterung durch Ferdinand Scherweit, 2007 Restaurierung durch Zych |
| Passenheim (Pasym)          | Ev. Kirche                        |      | Carl Novak             | 1902           |         |          | Barockprospekt von Mosengel von 1705 erhalten; darin Neubau von Zych von 1998 (II/P/23) |
| Preußisch Holland (Pasłęk)  | St. Bartholomäi                   |      | Andreas Hildebrandt    | 1717–1719      | III/P   | 36       | größte erhaltene Barockorgel in Ostpreußen, 2013 durch Wegscheider restauriert → Orgel |
| Rastenburg (Kętrzyn)        | ehem. ev. Kirche                  |      | Johann Scherweit       | 1838           | I/P     | 11       | erhalten, ursprünglich in Bäslack |
| Wartenburg (Barczewo)       | Stadtkirche St. Anna              |      | Johann Scherweit ?     | 1834           | II/P    | 25       | 1608/16 in Klosterkirche durch Adrian Zickermann erbaut, um 1630/80 neuer Prospekt und wahrscheinlich Umbau, 1834 Umsetzung in Stadtkirche und Neubau unter Verwendung einiger Register und Erweiterung des Prospekts |
| Wielitzken (Wieliczki)      | Kirche, heute Kirche Mariä Geburt |      | George Adam Neppert    | 1791           | II/P    | 15       | ursprünglich in Schirwindt (I, 8), 1856 umgesetzt, 1902/08 Erweiterung durch Carl Novak |

### Oblast Kaliningrad
Im russischen Teil Ostpreußens wurden nach 1944 sämtliche Orgeln vollständig zerstört. Angegeben ist der letzte Stand, meist 1944.
| Ort                          | Gebäude              | Bild | Erbauer                 | Jahr    | Manuale | Register | Bemerkungen                                                                                                 |
| ---------------------------- | -------------------- | ---- | ----------------------- | ------- | ------- | -------- | --- |
| Insterburg (Tschernjachowsk) | Lutherkirche         |      | Wilhelm Sauer           | 1886    |         |          | in Barockprospekt von Johann Preuß, in den 1930er Jahren umgebaut, nach 1945 zerstört                       |
| Königsberg (Kaliningrad)     | Altroßgärter Kirche  |      | Paul Walcker (W. Sauer) | 1913    |         |          | in Barockprospekt von Casparini von 1747, 1944/45 zerstört                                                  |
| Königsberg (Kaliningrad)     | Altstädtische Kirche |      | E. Kemper & Sohn        | 1943    | V/P     | 71       | größte Orgel in Ostpreußen                                                                                  |
| Königsberg (Kaliningrad)     | Dom                  |      | P. Furtwängler & Hammer | 1928/29 | III/P   | 64       | in Barockprospekt von Mosengel von 1721; 2007 Rekonstruktion des Prospekts mit neuer Orgel (V/P/90) → Orgel |
| Königsberg-Haberberg         | Trinitatis-Kirche    |      | Wilhelm Sauer           | 1902    | III/P   | 50       | in Barockprospekt von Casparini von 1753, 1945 zerstört                                                     |